# Bourse subtendineuse du muscle grand dorsal
La bourse subtendineuse du muscle grand dorsal (ou bourse séreuse du grand dorsal) est la bourse synoviale qui sépare les tendons terminaux des muscles latissimus du dos et grand rond au niveau de leurs insertions humérales.